# Carte Noire

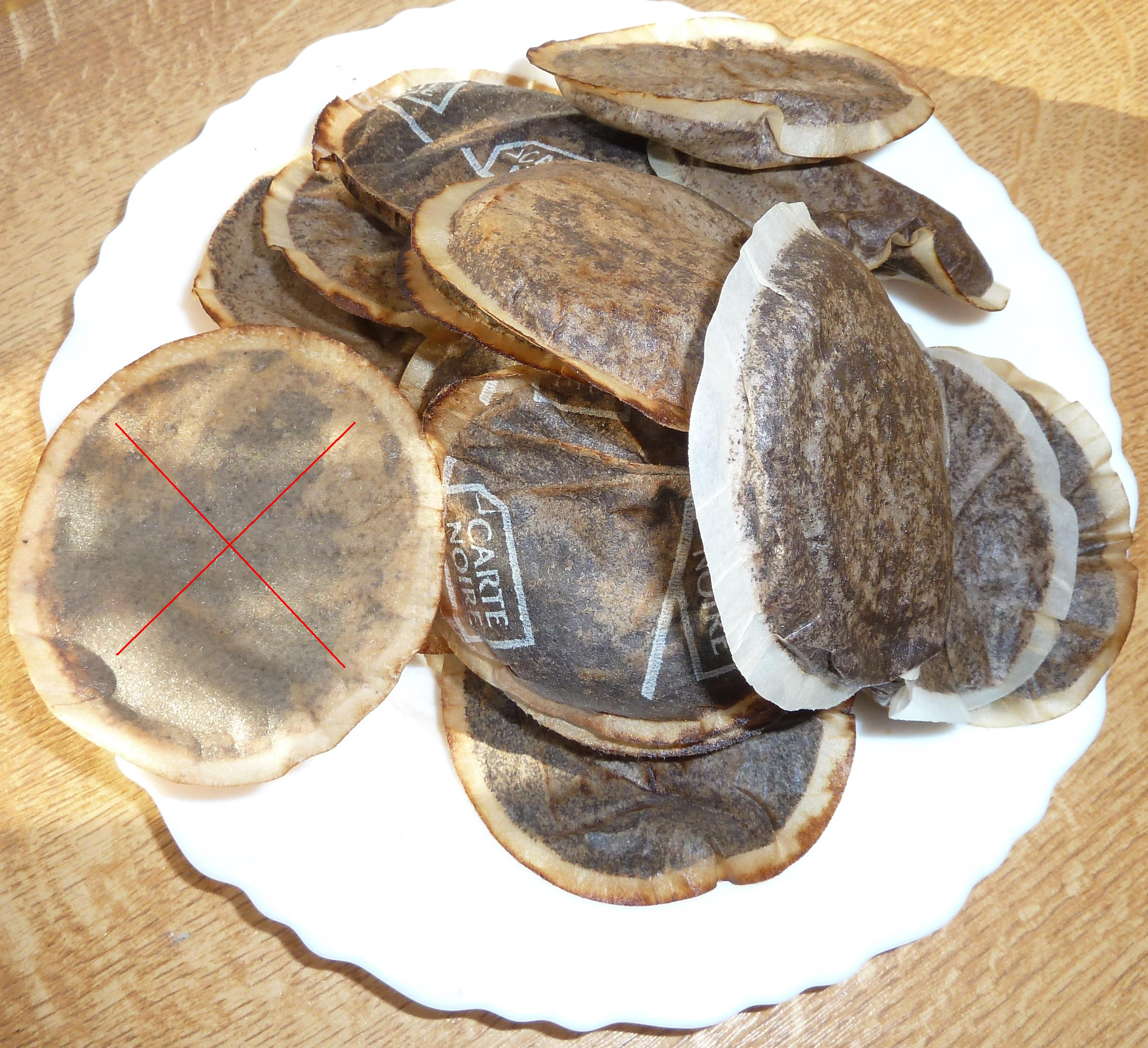
Cialde di caffè usate Carte Noire

Carte Noire è un'azienda di lavorazione e torrefazione del caffè francese fondata nel 1978 da René Monnier come filiale della società Café Grand'Mère. Da fine febbraio 2016, l'azienda appartiene al gruppo italiano Luigi Lavazza S.p.A., che l'ha acquistata dalla Mondelēz International.

## Storia
Nel 1978 René Monnier, fondatore della società Grand'Mère, crea Carte Noire. All'epoca esistevano solo tre manche che si dividevano il mercato del caffè: Maison du café, Grand'Mère e Jacques Vabre. La marca innova in termini di gusto, confezionamento e comunicazione.

Nel momento in cui il mercato propone essenzialmente dei caffè composti di una miscela di arabica e di robusta, Carte Noire sviluppa il segmento del caffè di alta gamma di pura arabica, venduto ad un prezzo superiore del 15% delle media del mercato e in nuovo confezionamento rivoluzionario. In un'epoca in cui il caffè è ancora venduto in lattine rigide, essa innova con la sua valvola per la freschezza e il pacchetto morbido.
La marca passa nel 1982 nelle mani de gruppo svizzero Jacobs Suchard, che possiede anche le marche di caffè Jacques Vabre e Jacobs, quando Jacobs Suchard rileva la società Grand'Mère. La marca Carte Noire si fa acquistare nel 1990 da Philip Morris Companies (quando questa rileva Jacobs Suchard), che possiede anche, attraverso la sua filiale Kraft General Foods, le marche di caffè Maxwell House e Kenco. Carte Noire è integrata nella sua filiale alimentare europea, Kraft Jacobs Suchard, durante la sua creazione nel 1993 attraverso la fusione di Kraft General Foods Europe e di Jacobs Suchard.
Quando Kraft Foods, diventata indipendente nel 2007, è divisa in due entità nel 2012, Carte Noire entra a far parte del gruppo Mondelēz International.
Nel novembre 2014, all'occasione di un cambiamento estetico del pacchetto di cialde, la dicitura "arabica exclusif" scompare.
Per conformarsi alle esigenze della Commissione europea riguardo alla fusione delle attività nel caffè della Mondelēz International e della società Douwe Egberts (e la creazione di Jacobs Douwe Egberts), Lavazza S.p.A., negozia nel luglio 2015 l'acquisto di Carte Noire, a cui le marche L'Or e Grand'Mère erano già state vendute nel gennaio dello stesso anno.

La finalizzazione della vendita avviene a fine febbraio 2016, Jacobs Douwe Egberts conserva  la distribuzione delle capsule T-Discs per la macchine Tassimo.

## Produzione
La torrefazione del caffè avviene nella città di Lavérune (nel dipartimento de l'Hérault), all'interno di uno stabilimento che produce ugualmente i caffè Jacques Vabre et Café Grand'Mère.

Dal 1990, Carte Noire si esporta in Inghilterra, in Belgio, in Ucraina e in Canada.

Fine 2009, Kraft Foods annuncia che la produzione annuale dello stabilimento di Lavérune è di circa 45.000 tonnellate, destinate al mercato francese e internazionale (in Polonia, Repubblica Ceca, Ucraina, Russia e nei paesi del Maghreb.

La sua torre di stoccaggio alta 36,7 metri, abitualmente verde, è ridecorata con i colori del pacchetto di caffè in nero e oro, a l'occasione del quarantesimo anniversario dello stabilimento.

A seguito dell'acquisto di Carte Noire da parte di Lavazza S.p.A., quest'ultima intende rimpatriare la parte di produzione che era svolta in Repubblica Ceca e concentrare tutta la produzione di Carte Noire presso lo stabilimento di Lavérune. Al termine di questa operazione, lo stabilimento concentrerà quindi nove apparecchi di torrefazione, otto linee di produzione e 154 persone.

## Prodotti e varietà di caffè
I caffè Carte Noire sono disponibili in polvere, in grani, in cialde o in capsule. Le cialde possono adattarsi a un gran numero di caffettiere, mentre le capsule sono compatibili con le caffettiere della marca Tassimo, anch'esse prodotte dal gruppo Kraft Foods, e Nespresso.
Caffè macinato in polvere
- Doux (intensità 3)
- Décaféiné (intensità 5)
- Classique (intensità 5)
- Corsé (intensità 6)
- Expresso Intense (intensità 9)

Caffè in grani
- Classique (intensità 5)
- Expresso Blonde (intensità 5)
- Expresso Brune (intensità 9)

Caffè in cialde
- Cappuccino
- Décaféiné (intensità 5)
- Classique (intensità 5)
- Corsé (intensità 6)
- Expresso Classique (intensità 8)
- Expresso Intense (intensità 9)
- Expresso Puissant (intensità 11)

Caffè in capsule (compatibili Nespresso)
- Expresso Décaféiné
- Expresso Ristretto
- Expresso Delicat (intensità 5)
- Expresso Romantique (intensità 6)
- Expresso Aromatique (intensità 7)
- Expresso Magique (intensità 8)
- Expresso Intense (intensità 9)
- Expresso Excellence (intensità 10)
- Expresso Irresistible (intensità 11)
- Expresso Richissime (intensità 12)
- Expresso Absolu (intensità 13)
- Café Lungo Authentique (intensità 6)
- Café Lungo Fortissime (intensità 8)